# Marc Kregting
Marc Kregting (Breda, 20 april 1965) is een Nederlandse schrijver. Hij is woonachtig in Mechelen, België.

## Oeuvrebeschrijving
Marc Kregting debuteerde als dichter in 1989 met het gedicht 'Eensklaps afwezigheid' in het literair tijdschrift de Held. In 1994 volgde de bundel De gezel in de kleurenreeks van Perdu. Deze bundel bevat al iets van wat de dichter Kregting zal kenmerken: de blokvorm en de meerduidigheid van zijn teksten. Kregting wil niet zozeer een verhaal vertellen, maar de neiging onderzoeken om aan de werkelijkheid een verhalende structuur te geven. In zijn gedichten speelt daarom elk niveau van de taal een rol: de klanken, de zinsstructuur, het idioom - ze lijken samen te spannen tegen dat wat taal in een efficiënte omgeving uiteindelijk moet opleveren, namelijk een eenduidige betekenis.
Ook de genre-omschrijving die Kregting meegeeft aan zijn werk verzet zich tegen opgelegde betekenis. Heette de debuutbundel nog een bundel 'gedichten' te zijn, vanaf de bundel prozaverhalen Da capo wordt het genre opengelaten. De verhalen van Da capo heten 'trilogieën' te zijn. Van Hakkel je, hakkel je, een bundel met teksten die als 'gedichten' kunnen gelden, luidt de ondertitel 'brieven'.
Als criticus was Marc Kregting tussen 1991 en1996 vooral actief in het door hem opgerichte en gerunde eenmanstijdschrift de Biels. Aan tijdschriften als Parmentier en yang droeg hij lange, kritische essays bij over literatuur en samenleving. Voor het tijdschrift De Gids hield hij een rubriek poëziekritiek bij, getiteld 'Laden en lossen', waarvan de bewerkte versies in de gelijknamige essaybundel werden opgenomen. In 2004 werkte hij mee aan een wisselcolumn in de Vlaamse krant De Morgen, waarbij bekende historische uitspraken van commentaar werden voorzien. Kregting schreef bijdragen over onder anderen Karel Doorman en Tommy Cooper.
Mediale bekendheid bereikte Kregting in 2006 met de publicatie van Zij zijn niet van Jeremia, een aanklacht tegen de teloorgang van het literaire uitgeversbedrijf. Kregting werd door VPRO Boeken de 'klokkenluider van de literaire wereld' genoemd en elders werd het boek omschreven als een 'choquerend kijkje in de redactiekeuken van literaire uitgeverijen'. Het boek werd ook 'ongenuanceerd' genoemd en 'niet van roddel en retoriek gespeend'.
Marc Kregting heeft herhaaldelijk blijk gegeven van de wil om in zijn poëzie, proza en kritiek aan de hokjesgeest te ontsnappen. Die hokjesgeest is ook en juist actief in begrippen als 'poëzie' en 'kunst'. Kregting wil zich niet bij voorbaat door die begrippen laten inlijven. In deze zin kan de auteur tot de traditie van de avant-garde worden gerekend. In die traditie wordt de bestaande scheiding tussen leven en kunst voortdurend in twijfel getrokken. In dit opzicht moeten ook de 'onpoëtische' onderwerpskeuzen van Kregting worden gezien: hij schreef al over bassist Jaco Pastorius, over uitgeverijpolitiek en over koffie in Koffie; een doeboek dat op de omslagtitel de inhoud omschrijft als feuilletons, reportages, quizvragen, gedichten, illustraties. In dichtbundels als Dood vogeltje en Zoem! lijkt de dichter op zoek te zijn naar een manier om vooroordelen die besloten liggen in de taal en in het jargon van zich af te werpen. Maar in dat verzet ligt tegelijk genot besloten. De gemeenplaatsen, uitdrukkingen en frasen die Kregting citeert, verhaspelt en reproduceert, brengen de eigensoortige muziek én humor voort die zijn oeuvre kenmerken, onwetendheid in stijl omgezet.

## Prijzen en nominaties
- 1994 - Nominatie C. Buddingh’-prijs voor De gezel.
- 2005 - Nominatie Hugues C. Pernathprijs voor Zie je dat rood.
- 2007 - Nominatie Vlaamse Cultuurprijs Kritiek en essay voor Zij zijn niet van Jeremia.
- 2007 - Nominatie Hugues C. Pernathprijs voor Dood vogeltje.
- 2009 - Prijs voor Letterkunde Provincie Antwerpen voor Dood vogeltje.